# Ісмаїллинський район
Ісмаїллинський адміністративний район (азерб. İsmayıllı rayonu) — адміністративний район в Азербайджані з центром в місті Ісмаїлли.
Створений 24 листопада 1939 року.

## Географія

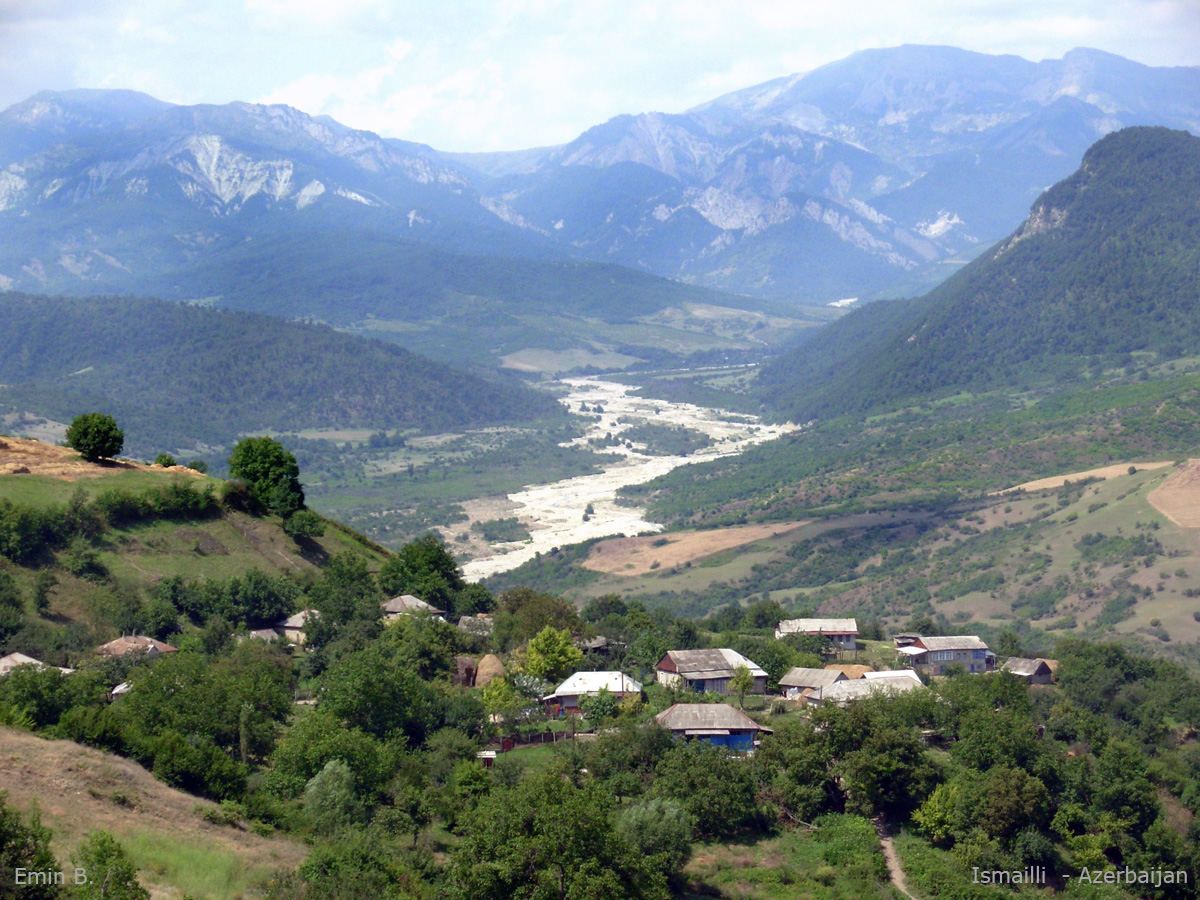
Село у горах

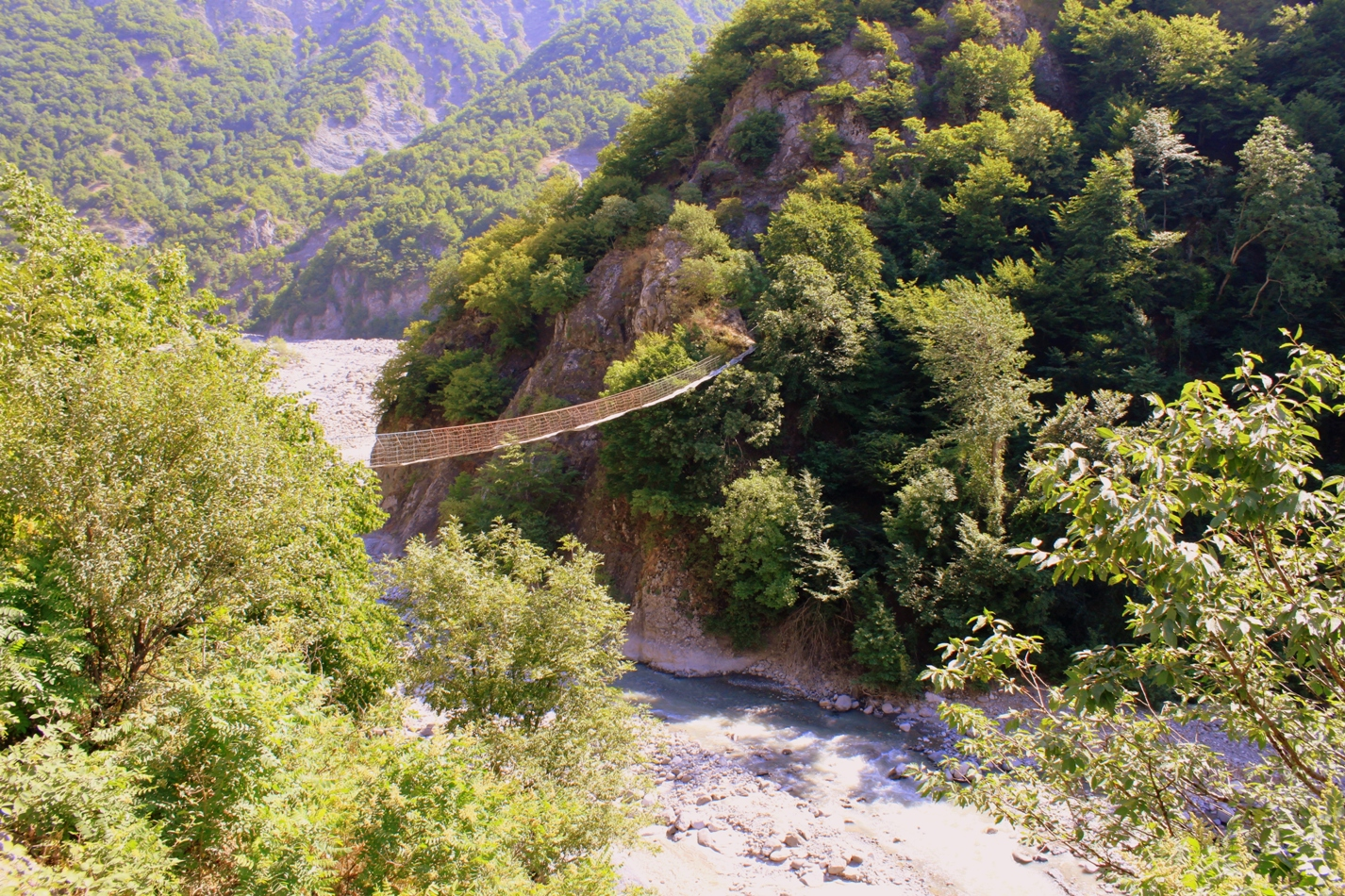
Гірська річка

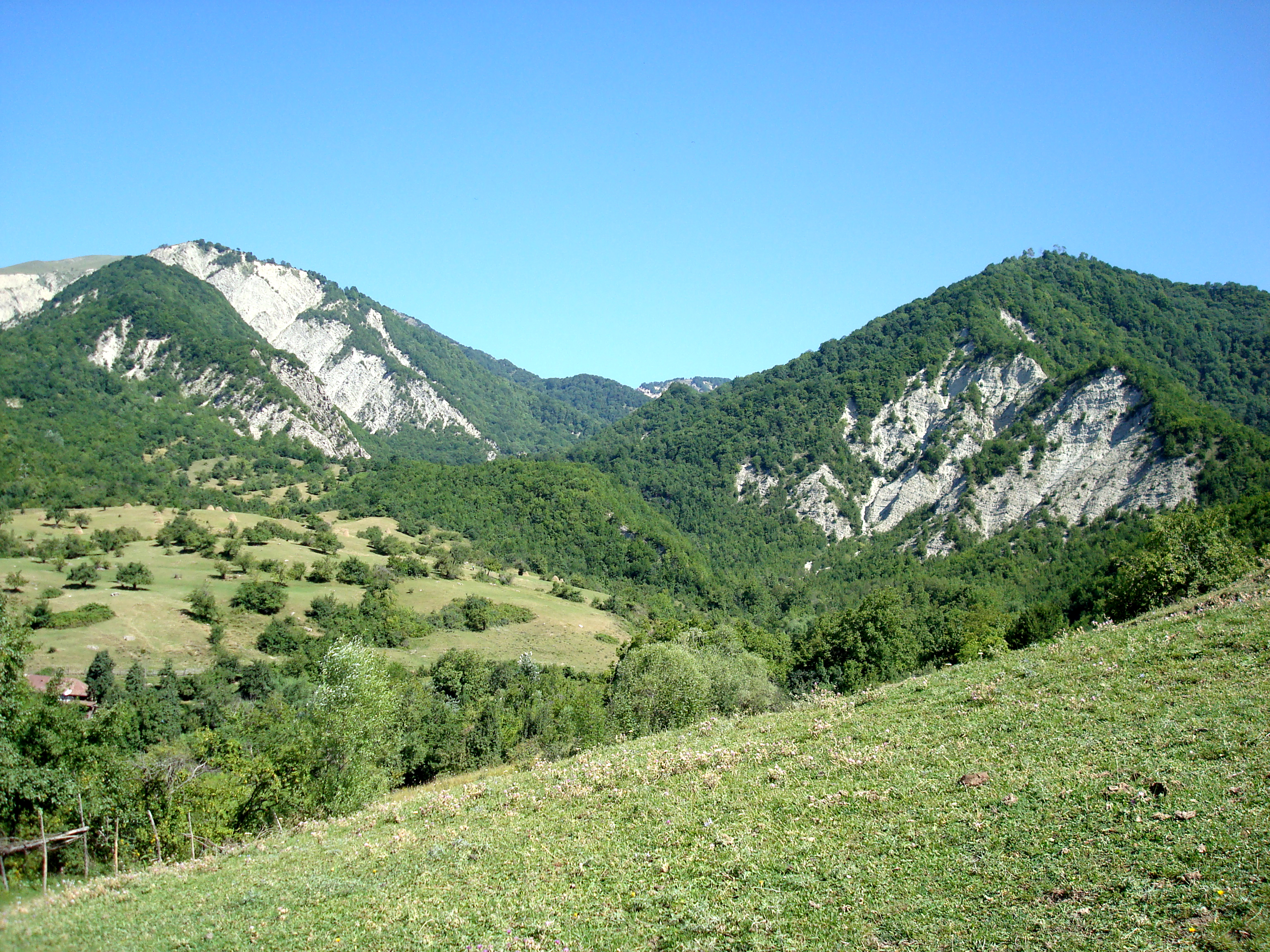
Ісмаїллинський державний заповідник

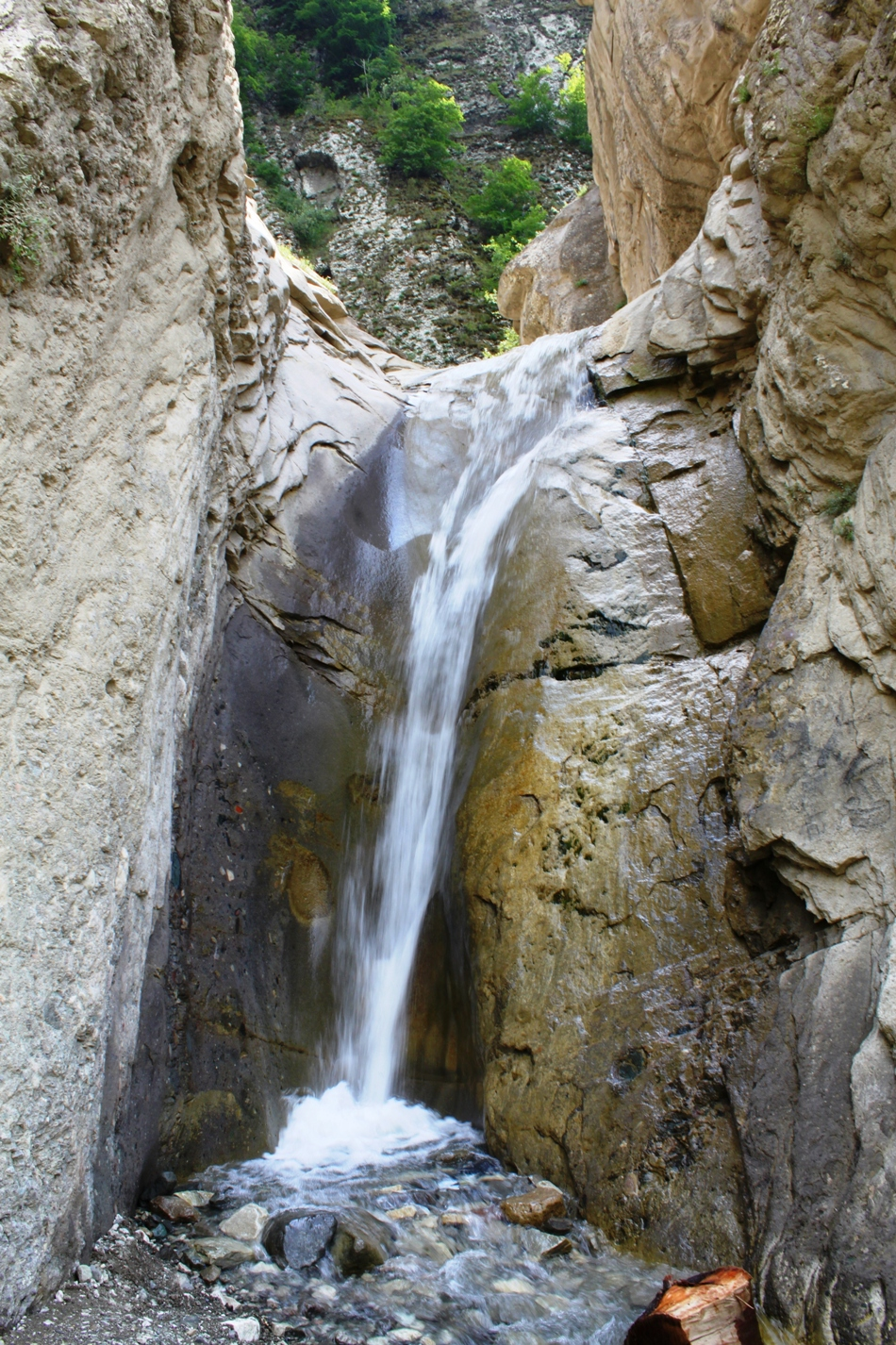
Водоспад

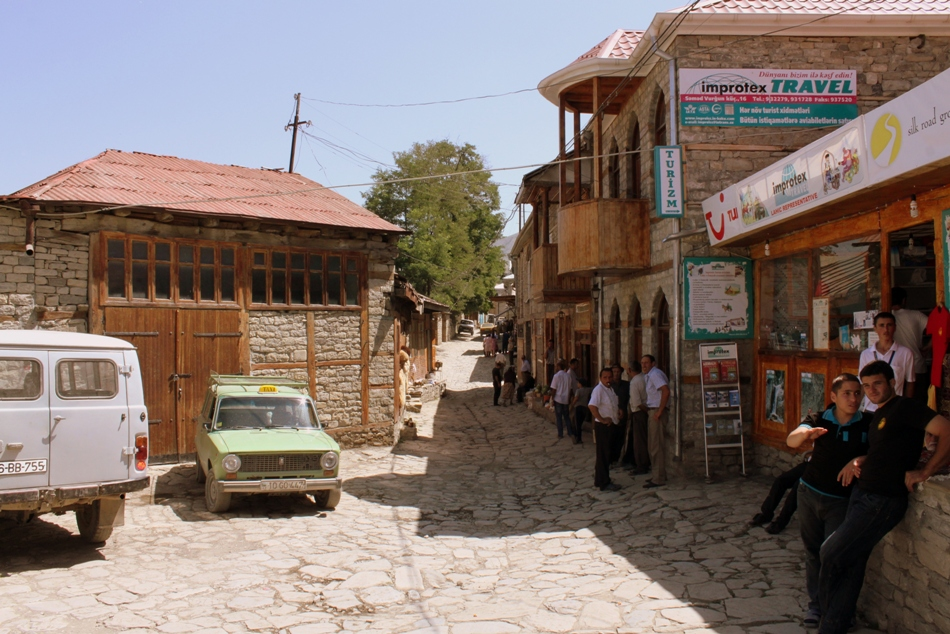
смт Лагич

Район розташовується у південної підошви Великого Кавказу. На півночі межує з Губинським, на сході з Шамахинським, південному сході з Агсуїнським, півдні з Кюрдамирським, південному заході з Гейчайським і заході Ґабалинським районами. Його загальна площа становить 2,06 тис. км². На території району діє Ісмаїллинський державний заповідник.

## Населення
Населення становить 79,9 тис. чоловік. Середня щільність населення становить 39 осіб на квадратний кілометр.
Сільське населення району (79,6 %) перевищує міське (20,4 %). 48,8 % населення складають чоловіки, 51,2 % — жінки.
Національний склад населення представлений в основному азербайджанцями — 84,7 %, лезгинами — 10,5 %, росіянами — 3,8 % та ін.

## Економіка
Основними природними ресурсами адміністративного району є родовища глини і мінеральних джерел.
Територія Ісмаїллинського району в основному гірська і тут не проходять залізниці. По території проходять лише автомобільні дороги державного значення Муганли-Ісмаїлли і Гарамарйам-Ісмаїлли-Шекі.
Валове виробництво продукції Ісмаїллинського району в 2005 році склало 40,8 млн манатів. Роздрібний товарообіг в районі дорівнює 28 млн манатів, що становить 0,59 % товарообігу Азербайджану. Також у районі вироблено промислової продукції на 1 378,0 тис. манатів. Сільське господарство, що є провідною галуззю району спеціалізується на вирощуванні зернових, виноградарстві, плодівництві, тютюнництві, тваринництві, рибальстві та інших галузях. На території діють килимова фабрика, заводи з виробництва соків, винні комбінати, комбінати з переробки м'ясомолочної продукції та інші підприємства.
Основу господарської діяльності району складає сільське господарство. 62-66 % населення зайняті саме у сфері сільського господарства. Зростання виробництва бавовни в регіоні створило умови для працевлаштування 1 200 чоловік. Загальний земельний фонд району дорівнює 216 тис. га. З сінокосів і пасовищ, що є кормовою базою для тваринництва, 22 тис. га припадають на частку зимових, а 14 тис. га — літніх пасовищ.
У 2005 році в регіоні була вироблена сільськогосподарська продукція на 27,9 млн манатів, 61 % з яких припадають на частку рослинництва, 39 % — тваринництва. В останні роки в регіоні прискореними темпами розвивається виробництво зернових, плодівницької, овочівницької продукції, а також тваринництво. З метою сприяння розвитку виноградарства в регіоні виділена територія.